# 1,1,2,2-tetracloroetano
L'1,1,2,2-tetracloroetano è un derivato clorurato dell'etano di formula CHCl2CHCl2. Appartiene alla classe dei composti organici detti alogenuri alchilici. Uno dei 9 cloroetani, in cui quattro dei sei idrogeni sono sostituiti da cloro.
Ha il più alto potere solvente di qualsiasi idrocarburo clorurato. Come refrigerante, viene denominato R-130.

## Tossicità
Un tempo era ampiamente usato come solvente e come intermedio nella produzione industriale del tricloroetilene, tetracloroetilene, e dell'1,2-dicloroetilene. Tuttavia, l'1,1,2,2-tce non è molto utilizzato negli Stati Uniti a causa delle preoccupazioni sulla sua tossicità.
L'esposizione cronica all'inalazione nell'uomo provoca l'ittero e un ingrossamento del fegato, cefalee, tremori, vertigini, intorpidimento, e sonnolenza. L'EPA lo ha classificato come possibile cancerogeno umano del gruppo C.
Per i limiti di esposizione nell'ambiente di lavoro, l'OSHA ha impostato un PEL per esposizioni cutanee a 5 ppm su una media ponderata nel tempo di otto ore. Il NIOSH ha un indice più protettivo, detto REL, per esposizioni cutanee a 1 ppm su una media ponderata nel tempo di otto ore.

## Cloroetani
Riportiamo i 6 cloroetani e i loro 3 isomeri di posizione
| Formula struttura | Nomenclatura                               | Isomero posizione |
| ----------------- | ------------------------------------------ | ----------------- |
| CH3CH2Cl          | Cloroetano                                 |                   |
| CH3CHCl2          | 1,1-dicloroetano (cloruro di etilidene)    |                   |
| CH2ClCH2Cl        | 1,2-dicloroetano (dicloruro di etilene)    | Si                |
| CH3CCl3           | 1,1,1-tricloroetano(cloroformio di metile) |                   |
| CHCl2CH2Cl        | 1,1,2-tricloroetano (tricloruro di vinile) | Si                |
| CH2ClCCl3         | 1,1,1,2-tetracloroetano (R-130a)           |                   |
| CHCl2CHCl2        | 1,1,2,2-tetracloroetano (R-130)            | Si                |
| CHCl2CCl3         | Pentacloroetano                            |                   |
| CCl3CCl3          | Esacloroetano                              |                   |